# Simcha Rothman
Simcha Dan Rothman (em hebraico: שִׂמְחָה דָּן רוֹטְמָן, nascido em 13 de agosto de 1980) é um advogado, ativista e político israelense. Atualmente, ele é membro do Knesset pelo Partido Sionista Religioso e presidente do Comitê de Constituição, Lei e Justiça do Knesset.

## Biografia
Rothman nasceu em uma família que imigrou para Israel de Cleveland, nos Estados Unidos, no início do século XX. Ele foi educado na Yeshivat Kerem B'Yavneh e serviu como capelão do Corpo de Engenharia de Combate durante seu serviço nacional nas Forças de Defesa de Israel. Depois de obter um LLB na Universidade Bar-Ilan, ele fez mestrado em direito público na Universidade de Tel Aviv e na Universidade do Noroeste.
Ele fundou o Movimento pela Governabilidade e Democracia em 2013. Crítico do julgamento por corrupção de Benjamin Netanyahu, ele fez campanha por uma legislação que permitisse ao governo anular a Suprema Corte e apoia a imunidade de processo para primeiros-ministros no cargo.
Antes das eleições de 2021 para o Knesset, Rothman estava em quarto lugar na lista do Partido Sionista Religioso e foi eleito para o Knesset, quando o partido conquistou seis assentos.

## Reforma judicial
Em 2023, após o retorno ao poder da direita a Israel sob a liderança de Benjamin Netanyahu, Rothman, como presidente do comitê de Constituição, Lei e Justiça no Knesset, liderou reformas judiciais junto com o ministro da Justiça, Yariv Levin (Likud). As mudanças derrubariam a Revolução da Suprema Corte do ex-presidente da Suprema Corte, Aharon Barak, na década de 1990, e limitariam o poder da corte sobre o Knesset.

### De tradução
- Este artigo foi inicialmente traduzido, total ou parcialmente, do artigo da Wikipédia em inglês cujo título é «Simcha Rothman».